# Bill Miller (Produzent)
Bill Miller (* 1960 in Queensland, Australien) ist ein australischer Filmproduzent.

## Leben
Bill Miller besuchte zusammen mit seinem Bruder, dem späteren Regisseur George Miller die Sydney Boys High School. Wie sein Bruder, der ein Medizinstudium aufgab, um Regisseur zu werden, gab auch Bill Miller seinen ursprünglichen Beruf als Anwalt auf, um in der Filmwelt Karriere zu machen. Zusammen mit seinem Bruder und Byron Kennedy drehte er einige Kurzfilme, so den 14-minütigen Parodiefilm Violence in the Cinema: Part One. Dieser Kurzfilm gewann den Australian Film Institute Awards und gab den dreien die Möglichkeit im Filmgeschäft Fuß zu fassen. Bill Miller wurde ausführender Produzent von George Millers Kultfilm Mad Max mit Mel Gibson.
Zusammen mit George und Doug Mitchell wurde er als Produzent des Films Ein Schweinchen namens Babe für den Oscar nominiert. Der Film gewann schließlich den Oscar für die besten visuellen Effekte. Der Film wurde außerdem mit dem Golden Globe ausgezeichnet und erhielt eine BAFTA-Award-Nominierung als Bester Film. Bill Miller produzierte außerdem die Fortsetzung Schweinchen Babe in der großen Stadt (1998).
Zusammen mit seinem Bruder und Mitchell produzierte er außerdem den computeranimierten Film Happy Feet. Für die Recherchen über das Leben der Pinguine in der Antarktis beteiligte er sich an einer sechswöchigen Expedition. Das ambitionierte Projekt, das von Warner Bros. in den Verleih aufgenommen wurde, beschäftigte 300 Filmemacher und war der bislang teuerste Animationsfilm Australiens. Der weltweite Erfolgsfilm gewann einen Oscar als bester animierter Spielfilm. Miller beteiligte sich auch an der Fortsetzung Happy Feet 2.

## Filmografie
- 1979: Mad Max (Associate Producer)
- 1986: Gefährliche Freundin (Something Wild) (Produzent)
- 1995: Ein Schweinchen namens Babe (Babe) (Produzent)
- 1998: Schweinchen Babe in der großen Stadt (Babe: Pig in the City) (Produzent)
- 2006: Happy Feet (Produzent)
- 2011: Happy Feet 2 (Produzent)